# Convoi E2 du 20 juin 1944
Le convoi E2 du 20 juin 1944 est l'un des deux convois de déportation de Juifs dits "d'échange" à destination de Vittel.